# Heart (скульптура, Київ)
HEART (укр. СЕРЦЕ) — скульптура українського художника, в стилі абстрактного експресіонізму, Ольги Кондрацької. Створена у 2020 році та знаходиться на відкритому повітрі території Південного вокзалу міста Києва.

## Загальний опис
Розмір композиції: 5,25 метра у довжину, 3,45 метра у висоту та 1,5 метра у глибину. Вага скульптури становить — 5 тонн. Матеріал — легована сталь, покрита емаллю червоного та блакитних кольорів. Скульптура є композицією, що складається з 3093 сердець і прорізаних в них букв, де читається назва міста — Київ. 3093-тє серце виконано з дзеркальної сталі.